# キブラコンパス

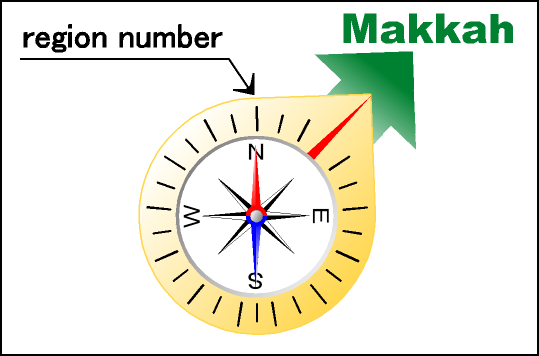
キブラコンパスの仕組み。北に現在地の地域番号を合わせることでマッカの方位（キブラ）が算出できる。

キブラコンパス（qibla compass）またはキブラポインター（qibla pointer）はムスリムが携帯する生活用品で、方位磁針の一種。通常の方位磁針に、礼拝の対象であるキブラ、すなわちマッカ（メッカ）のカアバ（カーバ神殿）がある方位を知る機能を追加したものである。

## 概要

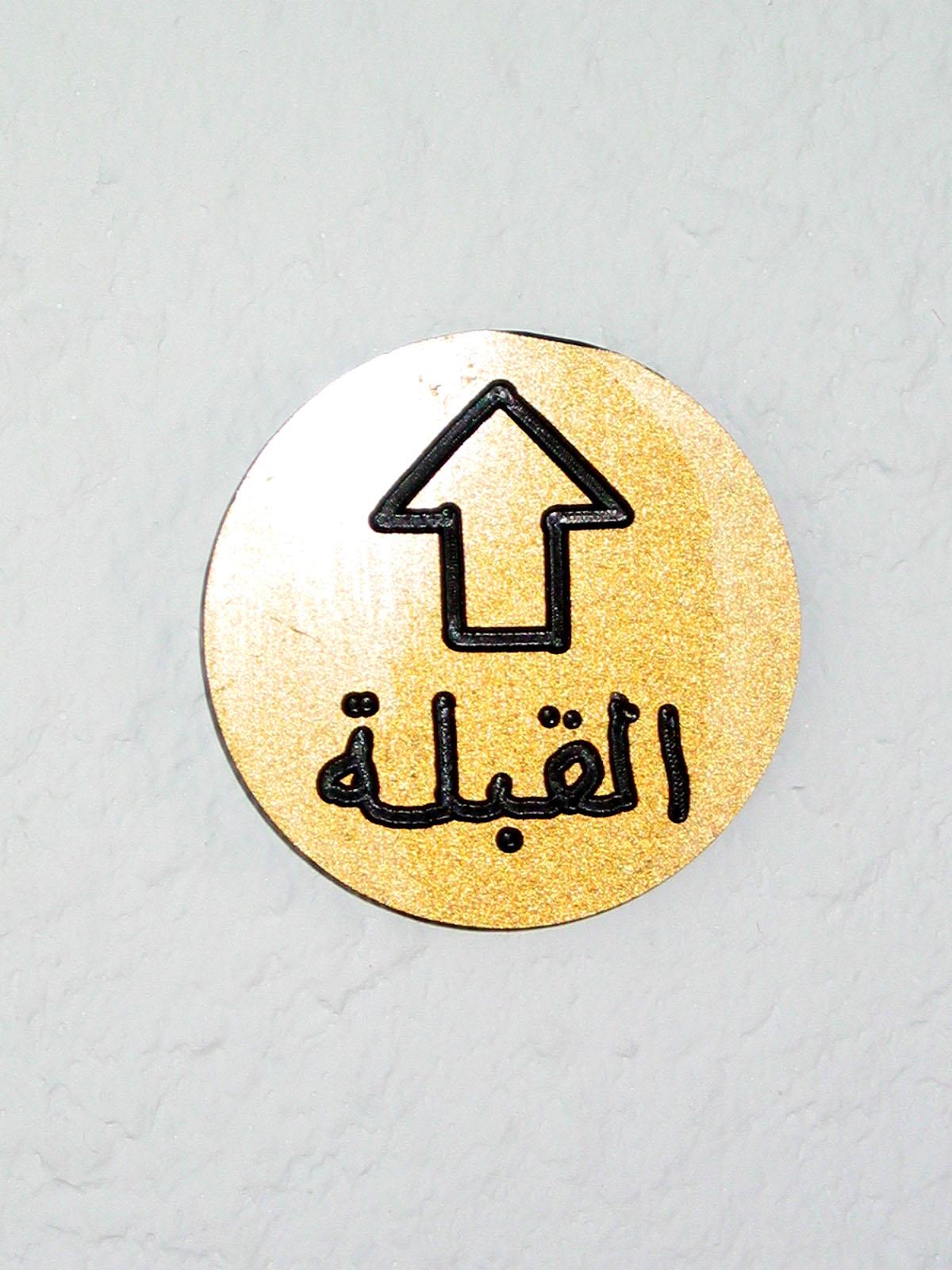
床に埋まったキブラを示す標識。こうした設備の多いイスラーム圏ならば、常にキブラコンパスを持ち歩く必要はない。

マッカのマスジド・ハラームにあるカアバの方角に向けて1日5回の礼拝を行うことはムスリムの5行のひとつで、基本的な生活習慣である。通常、イスラーム圏の街は伝統的に自分達の街から見たマッカの方角（キブラ）を知っており、各々のモスク内にはマッカの方角を示すミフラーブという設備もあるため礼拝の方角に迷うことはない。
しかしムスリムが非イスラーム圏に出掛けた場合や、他宗教の信者が多数を占める地域に住まうムスリムにとってマッカの方角を知るのは容易ではなく、キブラコンパスはそうした人々のための道具である。
一般的なキブラコンパスは磁石を用いたごく普通の方位磁針の周囲に回転可能な円形のダイヤルがついた形をしている。ダイヤル上には細かく数字が書かれており、使用者は付属の説明書から自分が今いるエリアの番号を探してその番号が方位磁針の北に合うようにダイヤルを回す。ダイヤル上には数字とは別に1か所矢印が書かれており、この矢印の指す向きがマッカの方角である。
最も広く市販されているメルカトル図法の世界地図は地図上の2点間の方位を正しく表していないため、世界地図と方位磁針があるだけではマッカの正しい方角（マッカへの最短距離となる直線の方角）は分からない。キブラコンパスはこの点も考慮して作られている。例えば、地図上では東京からマッカへは西南西に見えるが、東京でキブラコンパスを合わせると西北西を指し、事実この方角がマッカへの最短距離である。

## 歴史

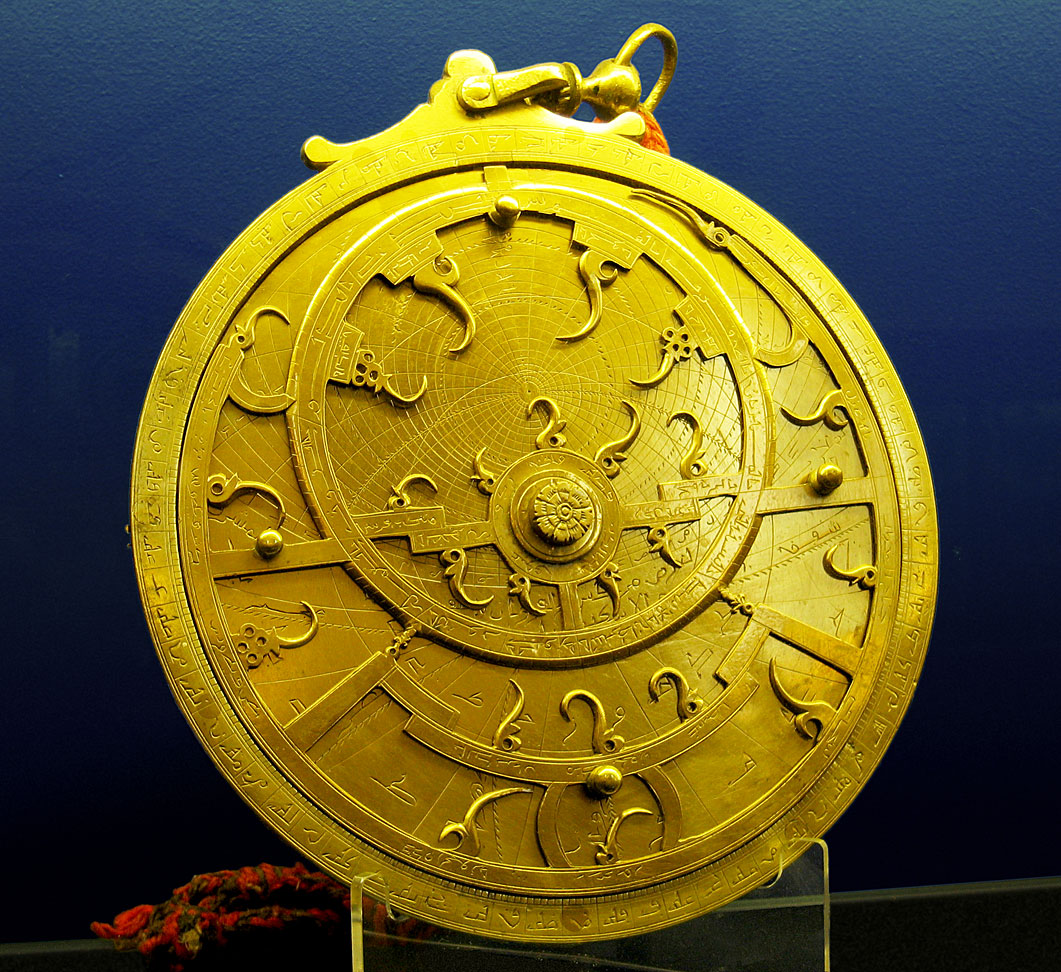
アストロラーベ

古くより、遠方に出掛けるムスリム商人らにとってキブラを知るための道具は必需品であった。このため中世から近世にかけては、本来航海上の測量器具であるアストロラーベがキブラを知るためにも用いられた。また羅針盤が発明されると早速この目的で利用され、現在のキブラコンパスが出来上がっていった。
近年では、腕時計との一体型で礼拝の時刻をアラームで知らせてくれるものや、内蔵した電子コンパスでキブラを自動計算する機能を備えた携帯電話も発売されている。またインターネット上でキブラを教えてくれるサービスも存在する。

## 他宗教にて
イスラム教以外では、バハイ教にも同様の機能を備えたコンパスが存在する。この場合、コンパスの指し示す向きはイスラエルのアッカにあるバハーウッラー神殿となる。ただし「キブラ」はイスラム教の概念であるため、この場合キブラコンパスと呼ぶのは適切ではない。

## 脚注

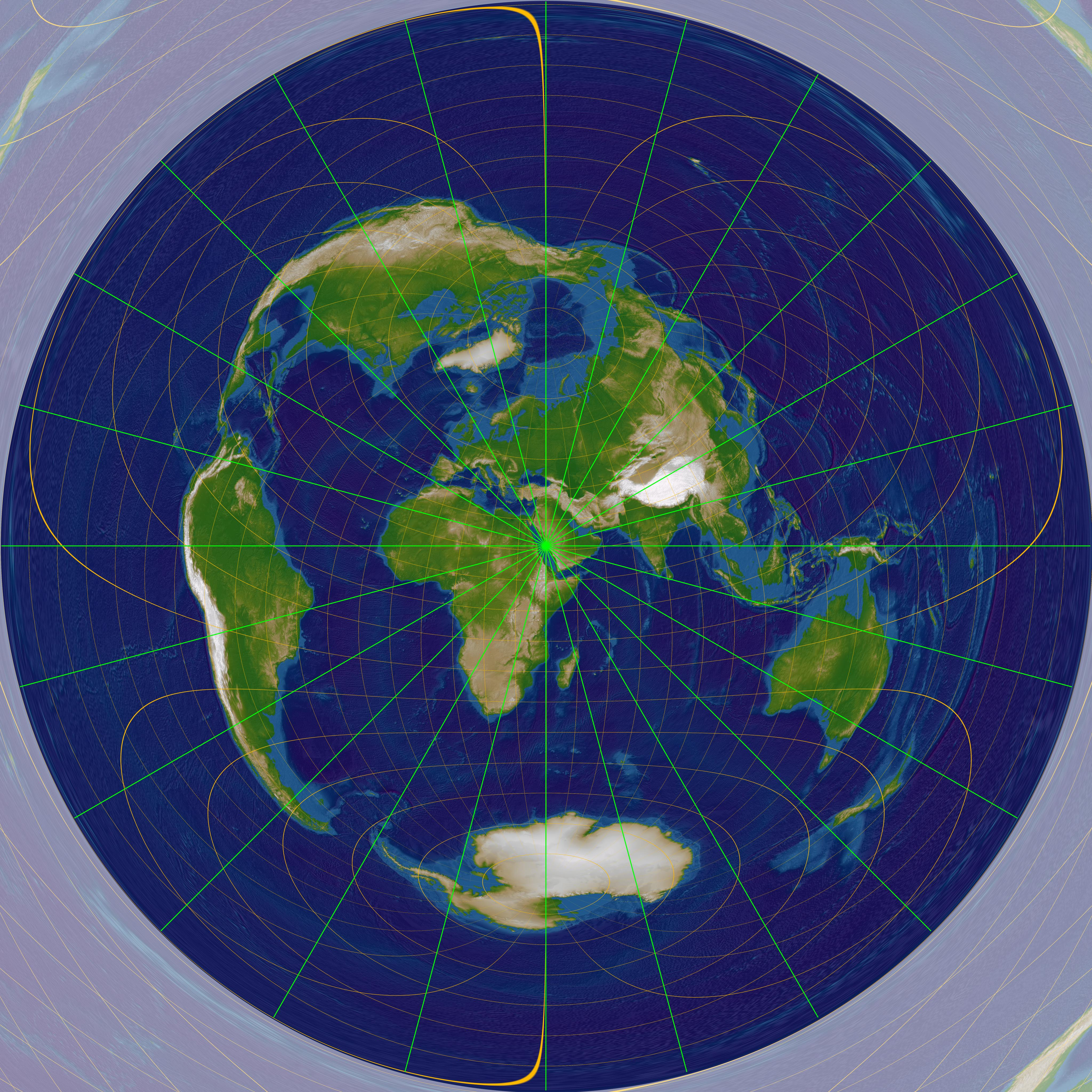
メッカを中心とした正距方位図法の世界地図。